# سن-دامیان-دو-بوکلند، کبک
سَن-دامیان-دو-بوکلَند  (به فرانسوی: Saint-Damien-de-Buckland) قصبه‌ای در منطقه شهری بلشاس ناحیه شودییر-آپالاش در استان کبک کانادا است. در سرشماری سال ۲۰۱۱ این قصبه ۲٬۱۸۷ نفر جمعیت داشته‌است و مساحت آن ۸۵٫۱۷ کیلومتر مربع است.